# Appio Claudio Sabino Inregillense (console 495 a.C.)
Appio Claudio Sabino Inregillense (latino: Appius Claudius Sabinus Inregillensis; fl. V secolo a.C.) è stato un politico romano, semi-leggendario fondatore della gens Claudia.

## Biografia
Nacque come Attius Clausus nel territorio dei Sabini in una località chiamata Inregillum, e divenne console nel 495 a.C. con Publio Servilio Prisco Strutto.
Nel 505 a.C. i Romani condussero a buon fine la guerra contro i Sabini e, l'anno successivo,  questi ultimi si divisero tra quanti volevano prendersi una rivincita sui Romani e quanti preferivano invece fare con essi la pace. Attius Clausus faceva parte di questo secondo schieramento e, visto che la fazione che ricercava un nuovo scontro con Roma stava diventando sempre più potente, si diresse nella città latina vincitrice con parenti, amici e circa 5.000 dei suoi clientes. Con quanti lo seguirono egli divenne cittadino di Roma, ben contenta di accogliere una parte non indifferente dei suoi antichi nemici, la cui emigrazione sfavoriva evidentemente le sorti sabine, e ai nuovi arrivati fu concesso d'insediarsi sulla sponda opposta del fiume Anio. A ognuno di essi furono assegnati due iugeri di terra (equivalenti all'incirca a mezzo ettaro), mentre ad Attius Clausus ne furono concessi venticinque.
Il gruppo che aveva seguito Attius Clausus, con altri Sabini che li raggiunsero alla spicciolata, divenne noto come "Tribù antica Claudia". Attius Clausus, il cui nome fu trasformato presto in quello di Appius Claudius, come capo di quella nuova gens fu elevato al rango di senatore e la sua influenza divenne notevole nella nuova sua patria.
Tito Livio ne descrive il temperamento come impulsivo e arrogante.
(Tito Livio, Ab Urbe condita libri, lib. II, § 23)
(Tito Livio, Ab Urbe condita libri, lib. II, § 27)
Nell'anno del suo consolato emerse il conflitto, fino ad allora latente, tra patrizi e plebei. Infatti nei primi anni della repubblica tutte le cariche pubbliche erano in mano ai patrizi, forti del loro ruolo nella cacciata della monarchia, ed i plebei, di fatto, non erano rappresentati. Inoltre le leggi sul debito, e l'uso del Nexum, che consentivano di ridurre i debitori alla schiavitù, favorivano di fatto i patrizi, che approfittavano di questa situazione per prevalere nei confronti dei plebei.
La pratica della riduzione dei debitori in schiavitù si era poi andata aggravando negli ultimi tempi, anche a causa dei frequenti conflitti che impegnavano i romani contro i bellicosi vicini, conflitti che, nel caso migliore non permettevano ai cittadini-soldati di seguire adeguatamente i lavori nelle proprie proprietà, in quello peggiore, ne comportavano la perdita o la distruzione.
(Tito Livio, Ab Urbe condita libri, lib. II, § 23)
Mentre in senato si stava discutendo, senza arrivare a una soluzione, sulla questione dei debitori ridotti in schiavitù, sul fronte militare Roma era minacciata dai Volsci, resi più audaci dalle difficoltà interne alla Repubblica. Nonostante tutto però non riuscirono a convincere le città Latine, appena uscite sconfitte dalla battaglia del Lago Regillo, ad unirsi a loro in funzione anti romana. Anzi, i Latini denunciarono al Senato romano i preparativi di guerra dei Volsci, ottenendo per questo la liberazione di oltre 6.000 soldati fatti prigionieri, e ridotti in schiavitù a seguito della sconfitta dell'anno prima.
In questa situazione di crisi, la plebe rimase compatta nel rifiutarsi di rispondere alla chiamata alle armi, se non fossero state accolte le proprie richieste. Il senato incaricò quindi il console Servilio, considerato più adatto di Appio per trattare con la plebe, di convincere il popolo ad arruolarsi. Servilio da parte sua, riuscì nel suo incarico di far sì che la plebe rispondesse alla chiamata alle armi, facendo promesse ed emanando un editto in favore dei debitori, secondo il quale:
(Tito Livio, Ab Urbe Condita, II, 24.)
La plebe, galvanizzata dalle promesse del console, e dalla prospettiva di poter migliorare la propria situazione economica con il bottino di guerra, sotto la guida di Publio Servilio, ebbe facilmente ragione dei Volsci e conquistò, saccheggiandola, la città di Suessa Pometia. Non solo. Di lì a poco uscì vittorioso da scontri con Sabini presso l'Aniene e gli Aurunci nei pressi di Aricia..
Al termine di questi combattimenti il popolo si attendeva che fosse rispettato quanto promesso dal senato, ma così non fu, soprattutto per l'aperta e determinata opposizione di Appio Claudio, strenuo difensore dei privilegi dei patrizi; allo stesso Publio il Senato negò il trionfo su istigazione di Appio. La situazione si trascinò quindi, non senza inquietudini e malumori, che sarebbero sfociati nella secessione del 494 a.C., fino alla fine del mandato consolare.
Nell'anno del consolato di Appio Claudio e Publio Servilio (495 a.C.), Tarquinio il Superbo morì in esilio presso la corte di Aristodemo a Cuma, il 15 maggio fu consacrato il tempio di Mercurio (anche se l'onore della dedica non venne attribuito a uno dei due consoli ma a Marco Letorio, un centurione primipilo) e la colonia di Signa, voluta da Tarquinio, venne rifondata con l'invio di un nuovo contingente di coloni.
Nel 486 a.C. Appio Claudio fu tra i più strenui oppositori alla Lex Cassia agraria, che contrastò, anche ricorrendo alla proposta dilatoria, di nominare un collegio di 10 senatori cui demandare il compito di definire quali terre fossero del demanio pubblico, quante se ne dovessero vendere e quante dare in locazione.